# Herbita atomaria
Herbita atomaria är en fjärilsart som beskrevs av Walker 1860. Herbita atomaria ingår i släktet Herbita och familjen mätare. Inga underarter finns listade i Catalogue of Life.